# Calcio Femminile Florentia 2017-2018
Questa voce raccoglie le informazioni riguardanti il Calcio Femminile Florentia Società Sportiva Dilettantistica nelle competizioni ufficiali della stagione 2017-2018.

## Stagione
Il Florentia prende il via della stagione 2017-2018, come neopromossa, in Serie B. La squadra dalla sua fondazione nel 2015 ha vinto tutti i campionati inferiori partendo dalla Serie D.
Prima del suo inizio la società si muove sul calciomercato per rinforzare l'organico in tutti i reparti, ingaggiando molte calciatrici d'esperienza, e affidando la guida tecnica a Ilic Lelli in sostituzione di Mario Nicoli.

## Organigramma societario
Area amministrativa
- Presidente: Tommaso Becagli
- Vice Presidente: Biagio Mangiagli
- Team Manager: Fabio Valgimigli
- Direttore Tecnico: Fausto Bastianini
- Direttore Commerciale: Massimo Lotti
- Responsabile Comunicazione: Martina Pierozzi

Area tecnica
- Allenatore: Ilic Lelli
- Allenatore in seconda: Filippo Riggio
- Preparatore atletico: Alessio Risani
- Preparatore dei portieri: Francesco De Maldè
- Medico sociale: Lucia Benvenuti

## Rosa
Rosa aggiornata al maggio 2018
| N. |                    | Ruolo | Calciatrice         |
| -- | ------------------ | ----- | ------------------- |
| 1  | Italia (bandiera)  | P     | Alice Valgimigli    |
| 2  | Italia (bandiera)  | D     | Ginevra Valgimigli  |
| 3  | Italia (bandiera)  | D     | Ilaria Bonaiuti     |
| 4  | Italia (bandiera)  | C     | Irene Mazzella      |
| 5  | Italia (bandiera)  | D     | Anna Baroni         |
| 6  | Italia (bandiera)  | C     | Serena Ceci         |
| 7  | Italia (bandiera)  | C     | Chiara Abati        |
| 8  | Italia (bandiera)  | C     | Irene Lotti         |
| 9  | Italia (bandiera)  | A     | Matilde Pompignoli  |
| 10 | Italia (bandiera)  | A     | Alessandra Nencioni |
| 11 | Svezia (bandiera)  | A     | Jenny Hjohlman      |
| 15 | Albania (bandiera) | C     | Alma Hilaj          |
| 16 | Italia (bandiera)  | P     | Ilaria Leoni        |

| N. |                        | Ruolo | Calciatrice                  |
| -- | ---------------------- | ----- | ---------------------------- |
| 17 | Italia (bandiera)      | A     | Giada Gnisci                 |
| 18 | Italia (bandiera)      | A     | Martina Naldoni              |
| 19 | Italia (bandiera)      | D     | Elisabetta Tona              |
| 20 | Albania (bandiera)     | C     | Boralda Aliaj                |
| 21 | Italia (bandiera)      | A     | Isotta Nocchi                |
| 22 | Italia (bandiera)      | C     | Serena Pecchia               |
| 23 | Italia (bandiera)      | D     | Elena Tamburini              |
| 25 | Italia (bandiera)      | A     | Evelyn Vicchiarello          |
| 28 | Italia (bandiera)      | D     | Michela Rodella              |
| 64 | Italia (bandiera)      | A     | Costanza Mascilli Migliorini |
| 71 | Italia (bandiera)      | C     | Giulia Ferrandi              |
| 93 | Inghilterra (bandiera) | C     | Lois Roche                   |

## Calciomercato

### Sessione estiva
| Acquisti | Acquisti            | Acquisti    | Acquisti   |
| R.       | Nome                | da          | Modalità   |
| -------- | ------------------- | ----------- | ---------- |
| P        | Ilaria Leoni        | Empoli      | definitivo |
| D        | Michela Rodella     | AGSM Verona | definitivo |
| D        | Elisabetta Tona     | Chieti      | definitivo |
| C        | Serena Ceci         | Pisa        | definitivo |
| C        | Giulia Ferrandi     | Fiorentina  | definitivo |
| A        | Costanza Mascilli   | San Miniato | definitivo |
| A        | Isotta Nocchi       | Arezzo      | definitivo |
| A        | Evelyn Vicchiarello | Chieti      | definitivo |

| Cessioni | Cessioni              | Cessioni                   | Cessioni      |
| R.       | Nome                  | a                          | Modalità      |
| -------- | --------------------- | -------------------------- | ------------- |
| P        | Irene Picciafuochi    |                            | fine carriera |
| D        | Ursula Aulita         | Giovani Granata Monsumanno | prestito      |
| D        | Elena Picciafuochi    | Arezzo                     | definitivo    |
| D        | Marcelina Brito Ramos | Giovani Granata Monsumanno | prestito      |
| C        | Priscilla Del Prete   | Pontedera                  | definitivo    |
| C        | Linda Gavagni         | Pontedera                  | definitivo    |

### Sessione invernale
| Acquisti | Acquisti       | Acquisti     | Acquisti   |
| R.       | Nome           | da           | Modalità   |
| -------- | -------------- | ------------ | ---------- |
| C        | Lois Roche     | Åland United | definitivo |
| A        | Jenny Hjohlman | KIF Örebro   | definitivo |

| Cessioni | Cessioni | Cessioni | Cessioni |
| R.       | Nome     | a        | Modalità |
| -------- | -------- | -------- | -------- |
|          |          |          |          |

## Risultati

### Serie B

#### Spareggio promozione
| Arbitro: | Moretti (Bologna) |

|  |           |                                      |
|  | Marcatori | 22’ Nencioni 54’ Hjohlman 57’ Nocchi |

### Coppa Italia

#### Primo turno
Accoppiamento A22
| Arbitro: | Gregory Masiani (Prato) |

|                                                       |           |  |
| Ceci 13’ Nencioni 39’ (rig.), 44’ Tona 68’ Gnisci 90’ | Marcatori |  |

| Arbitro: | Angelo Moretti (Città di Castello) |

|  |           |                                                    |
|  | Marcatori | 30’ Ceci st’ (aut.) Aterini st’ Lotti 90’ Mazzella |

#### Secondo turno
| Arbitro: | Davide Giacometti (Gubbio) |

|                                   |           |                            |
| Bargi 23’ Cinotti 60’ Orlandi 79’ | Marcatori | 5’ Vicchiarello 13’ Gnisci |

## Statistiche

### Statistiche di squadra
| Competizione | Punti | In casa | In casa | In casa | In casa | In casa | In casa | In trasferta | In trasferta | In trasferta | In trasferta | In trasferta | In trasferta | Totale | Totale | Totale | Totale | Totale | Totale | DR   |
| Competizione | Punti | G       | V       | N       | P       | Gf      | Gs      | G            | V            | N            | P            | Gf           | Gs           | G      | V      | N      | P      | Gf     | Gs     | DR   |
| ------------ | ----- | ------- | ------- | ------- | ------- | ------- | ------- | ------------ | ------------ | ------------ | ------------ | ------------ | ------------ | ------ | ------ | ------ | ------ | ------ | ------ | ---- |
| Serie B      | 76    | 14      | 13      | 1       | 0       | 78      | 8       | 14           | 11           | 3            | 0            | 44           | 8            | 28     | 24     | 4      | 0      | 122    | 16     | +106 |
| Coppa Italia | -     | -       | -       | -       | -       | -       | -       | -            | -            | -            | -            | -            | -            | -      | -      | -      | -      | -      | -      | -    |
| Totale       | -     | -       | -       | -       | -       | -       | -       | -            | -            | -            | -            | -            | -            | -      | -      | -      | -      | -      | -      | -    |